# Idiopyrgus
Idiopyrgus is een geslacht van weekdieren uit de klasse van de Gastropoda (slakken).

## Soort
- Idiopyrgus souleyetianus Pilsbry, 1911